# Aega (hofmeier)
Aega was hofmeier onder Clovis II (639-657). Zijn carrière begint rond 630 onder Dagobert I. Hij schijnt een van zijn betrouwbaarste volgelingen te zijn geweest. Als Dagobert I eind 637/638 ziek wordt roept hij Aega bij zich om het voortbestaan van zijn rijk te garanderen. Aega wordt aangesteld als raadsheer van de jonge Clovis II. 
Rond 640, als Clovis II bijna drie jaar is geworden, wordt Aega tot hofmeier benoemd. In 642 sterft hij in Clichy aan koortsen.

## Beknopte bibliografie
H. Ebling, Prosopographie der Amtsträger des Merowingerreiches (613-741), München, 1974, p. 38/39.
J.M. Wallace-Hadrill, The fourth book of the Chronicle of Fredegar, Londen, 1960, p. 51,67,70 (IV 62,79,83).